# Хренников, Эдуард Александрович
Эдуард Александрович Хренников (род. 19 мая 1973 года) — Заслуженный мастер спорта России (спортивное ориентирование на лыжах),
многократный чемпион мира.

## Биография
Э. А. Хренников родился в г. Усолье-Сибирское. Ещё в дошкольном возрасте переехал с семьёй в Комсомольск-на-Амуре.
Здесь он и познакомился с ориентированием. С 1987 года начал посещать спортивную секцию, которую возглавлял
Ю. С. Козадаев. На чемпионате Хабаровского края 1990 года выполнил норматив кмс.
В декабре 1993 года переезжает в Хабаровск, где его тренером становится сегодняшний наставник -
Ю. Н. Семенчуков. Здесь он становится военнослужащим спортивной роты
ДальВО.
В декабре 1994 году на Кубке России в Новоуральске выполнил норматив мастера спорта. А месяц спустя выполнил норматив
мастера спорта и по лыжным гонкам.
В феврале 1995 года стал чемпионом России и был включён в состав сборной России на Кубок мира.
В 1998 году впервые стал чемпионом мира (эстафета) и получил звание мастер спорта России международного класса. А после нескольких побед на чемпионатах мира и Кубке мира в 2002 году ему присваивается почётное звание Заслуженный мастер спорта России.
В 2001 году закончил Хабаровский государственный педагогический университет (факультет физической культуры).
Многократный чемпион России, Европы. Неоднократный обладатель Кубка мира.
Накануне чемпионата мира 2013 года в казахстанском Риддере занимал 7-ю строчку в мировом рейтинге ориентировщиков.
Занял второе место в международных соревнованиях по спортивному ориентированию на лыжах Ski-O Tour 2019 по сумме времени после пяти стартов.